# 萨尔茨韦德尔
萨尔茨韦德尔（德語：Salzwedel，發音：[ˈzaltsveːdl̩] ⓘ），亦称汉萨城萨尔茨韦德尔（德語：Hansestadt Salzwedel），是德国萨克森-安哈尔特州萨尔茨韦德尔-阿尔特马克县的城市，也是萨尔茨韦德尔-阿尔特马克县的县治，面积304.58平方千米，2023年12月31日人口为23,394人。

## 友好城市
- 德国 韦瑟尔（1990年）
- 義大利 圣维托-代诺尔曼尼（1990年）
- 英国 费利克斯托（1994年）